# Magomedbek Aliyev
Magomedbek Aliyev –en ruso, Магомедбек Алиев– (14 de mayo de 1967) es un deportista soviético que compitió en judo.
Ganó una medalla de bronce en el Campeonato Europeo de Judo de 1991, en la categoría de –71 kg. Participó en los Juegos Olímpicos de Barcelona 1992, donde finalizó trigésimo cuarto en la categoría de –71 kg.

## Palmarés internacional
| Campeonato Europeo | Campeonato Europeo     | Campeonato Europeo | Campeonato Europeo |
| Año                | Lugar                  | Medalla            | Categoría          |
| ------------------ | ---------------------- | ------------------ | ------------------ |
| 1991               | Praga (Checoslovaquia) | Medalla de bronce  | –71 kg             |